# Quan hệ Hungary – Việt Nam
Quan hệ Việt Nam - Hungary là mối quan hệ ngoại giao giữa Hungary và Việt Nam. Hungary có một đại sứ quán ở Hà Nội và Việt Nam cũng có một đại sứ quán ở Budapest.

## Lịch sử
Hungary và Việt Nam đã thiết lập một mối quan hệ chính thức vào những năm 1950, khi cả hai nước đều thuộc Khối phía Đông. Kể từ đó, hai bên đã phát triển được một mối quan hệ tốt đẹp. Hungary đã dành cho Việt Nam sự ủng hộ và giúp đỡ to lớn trong sự nghiệp bảo vệ và xây dựng đất nước. Thời kỳ Việt Nam kháng chiến chống Mỹ, trong phong trào "Việt Nam, chúng tôi bên cạnh các bạn", Hungary tổ chức nhiều đợt hiến máu và quyên góp vật chất giúp đỡ Việt Nam, đào tạo cho nước ta gần 3.500 cán bộ khoa học kỹ thuật và xoá bỏ các khoản nợ từ năm 1973 trở về trước.
Trong những năm 1980, ở đỉnh điểm của Chiến tranh Việt Nam -Campuchia, Hungary đã áp dụng chính sách trung lập và tránh xa cuộc xung đột. Sau Chiến tranh Lạnh và sự sụp đổ của Liên Xô, chính thể cộng sản bị giải thể ở Hungary. Sau khi Hungary thay đổi chế độ chính trị, trong những năm đầu thập kỷ 1990, quan hệ hai nước bị giảm sút. Từ năm 1992, quan hệ hữu nghị và hợp tác truyền thống dần được phục hồi..

### Thế kỷ 21
Quan hệ giữa Hungary và Việt Nam được mô tả là rất gắn bó. Hai bên phối hợp tốt tại các tổ chức và diễn đàn quốc tế. Hungary ủng hộ Việt Nam gia nhập WTO không qua đàm phán và đồng thời ủng hộ Việt Nam ứng cử chức ủy viên không thường trực của Hội đồng Bảo an Liên Hợp Quốc khóa 2008-2009. Thủ tướng Hungary Viktor Orbán đã đến thăm Việt Nam vào năm 2017.
Việt Nam coi Hungary là đối tác kinh tế quan trọng ở Trung Âu, do mối quan hệ đa dạng và lịch sử phong phú. Kim ngạch trao đổi hàng hoá hai chiều giữa Việt Nam và Hungari những năm gần đây liên tục tăng trưởng ổn định. Năm 2010, do ảnh hưởng của khủng hoảng tài chính toàn cầu nên kim ngạch hai chiều giảm, tuy nhiên thủy sản của Việt Nam vào Hungary tăng mạnh. Hai nước đã phát triển quan hệ đối tác chiến lược vào năm 2018. Thủ tướng Hungary coi Việt Nam là một đối tác thành công ở Viễn Đông.

## Người Việt ở Hungary
Cộng đồng người Việt ở Hungary khá nhỏ và không năng động, mặc dù được đánh giá là hòa nhập tốt vào xã hội Hungary. Năm 2018, chính phủ Hungary đã chính thức công nhận một ngôi chùa gần đây đã được xây dựng bởi cộng đồng người Việt. Cộng đồng người Việt Nam tại Hungary hiện có khoảng trên 4.000 người, sống tập trung chủ yếu tại Budapest, kinh doanh hàng dệt may tại các chợ, trung tâm thương mại Châu Á và có mức sống tương đối khá.
Tuy nhiên, nhập cư bất hợp pháp vẫn là một mối lo ngại. Năm 2010, Hungary và Liên minh châu Âu (trong đó Hungary là thành viên) đã phát động một cuộc truy quét nhằm triệt phá mạng lưới nhập cư bất hợp pháp của người Việt Nam.

## Đại sứ quán, lãnh sự quán
- Tại Việt Nam:
- Hà Nội (Đại sứ quán)

- Tại Hungary:
- Budapest (Đại sứ quán)